# 刘洪悦
刘洪悦（1983年1月23日—），女，汉族，吉林长春人，中华人民共和国政治人物。现任北京广播电视台主持人。第十四届全国政协委员。